# Jerzy Świątkiewicz
Jerzy Świątkiewicz (ur. 18 czerwca 1925 w Zielonej w województwie lwowskim, zm. 4 czerwca 2011 w Warszawie) – polski prawnik, specjalista ds. prawa administracyjnego, wiceprezes Naczelnego Sądu Administracyjnego (1982–1995), zastępca Rzecznika Praw Obywatelskich (1995–2006). 

## Życiorys
Ukończył studia prawnicze na Uniwersytecie Łódzkim (1952), następnie uzyskał stopień doktora nauk prawnych za dysertację poświęconą radom narodowym i ich prezydiom (1968) oraz habilitację na podstawie dorobku naukowego oraz pracy na temat roli rzecznika praw obywatelskich w polskim systemie prawnym (2002). 
W latach 1960–1980 pracował jako wiceprokurator, prokurator i radca Prokuratora Generalnego w Prokuraturze Generalnej. We wrześniu 1980 został sędzią Naczelnego Sądu Administracyjnego, którego był wiceprezesem w latach 1982–1995. W latach 1981–1997 zasiadał również w Radzie Legislacyjnej przy Prezesie Rady Ministrów. Uczestniczył w obradach Okrągłego Stołu w podzespole do spraw reformy prawa i sądów. W 1995 objął funkcję zastępcy rzecznika praw obywatelskich, którą pełnił do 2006. 
Był wieloletnim działaczem Stronnictwa Demokratycznego, pełnił m.in. obowiązki przewodniczącego Zespołu Porządku Prawnego Centralnego Komitetu SD. Z ramienia ugrupowania zasiadał w Radzie Narodowej m.st. Warszawy (m.in. w kadencji 1969–1973, pełniąc obowiązki wiceprzewodniczącego Klubu Radnych SD).
Zmarł 4 czerwca 2011. Pochowany na starym cmentarzu na Służewie w Warszawie.